# Tarzan bricht die Ketten
Tarzan bricht die Ketten (Originaltitel: Tarzan and the She-Devil) ist ein US-amerikanischer Abenteuerfilm von Kurt Neumann aus dem Jahr 1953. Grundlage für das Drehbuch waren die Tarzan-Romane von Edgar Rice Burroughs. Uraufgeführt wurde der Film am 18. Juni 1953. In Deutschland wurde der Film erstmals am 14. September 1954 in den Kinos gezeigt.

## Handlung
Auf der Jagd nach kostbarem Elfenbein werden immer mehr Elefanten umgebracht. Doch Tarzan steht den Dickhäutern bei und verhindert ein ums andere Mal, dass sie den Jägern in die Falle gehen. Diese sind darüber jedoch alles andere als glücklich, weshalb sie beschließen, Tarzans Freundin Jane als Köder zu benutzen.

## Hintergrund
Lex Barker spielte zum fünften und letzten Mal die Rolle des Tarzan. Jane wurde von Joyce MacKenzie dargestellt, die damit die fünfte Darstellerin der Jane an der Seite von Lex Barker war.

## Kritiken
Das Lexikon des internationalen Films urteilt: „Naiv-romantische Abenteuer-Unterhaltung innerhalb der Konventionen des Genres, aber insgesamt etwas härter.“

## Deutsche Fassung
Eine deutsche Synchronfassung entstand 1954 bei der RKO Synchron Abteilung in Berlin.
| Rolle            | Darsteller      | Synchronsprecher      |
| ---------------- | --------------- | --------------------- |
| Tarzan           | Lex Barker      | Horst Niendorf        |
| Vargo            | Raymond Burr    | Wolf Martini          |
| Fidel            | Tom Conway      | Siegfried Schürenberg |
| Philippe Lavarre | Michael Granger | Erich Poremski        |